# 逢田梨香子のRARARAdio
『逢田梨香子のRARARAdio』(あいだりかこのラララジオ)は、2019年4月7日から2025年3月30日まで超!A&G+で配信されていた簡易動画付きのインターネットラジオ番組である。パーソナリティは声優の逢田梨香子。番組開始当初はセブン&アイ・ホールディングスがスポンサーとなり、番組タイトルの頭に「セブン-イレブン presents」の文言がつけられていたが、2021年10月3日配信回からは外れている。

## 配信概要
「若干憂鬱になりがちな日曜夜のひとときを、飾らず伸びやかに自身のことについて語る30分」と銘打たれている。
パーソナリティ
逢田梨香子
配信時間
- 2019年4月7日 - 2025年3月30日
毎週日曜日 22:00 - 22:30
（リピート配信:毎週木曜日 7:00 - 7:30、毎週日曜日 11:00 - 11:30）

## コーナー
コーナー名および詳細はすべて、番組の公式Twitterのツイートを参照して記述。
梨香子ってどんな子?
逢田にやってほしい心理テストや占いをリスナーから募集し、実際に試す。
逢田梨香子もみんなと一緒
リスナーから送られた「共感してほしい話」を紹介する。
りかこセラピー
逢田梨香子に言ってほしい「癒しの台詞」を演じる。
逢田梨香子クイズ
リスナーが作成した、逢田梨香子に関するクイズに逢田自身が解答する。
RARARA10秒チャレンジ
リスナーから募集したお題を10秒以内でクリアできるか逢田が挑戦する。
RARARAトレーニング
脳を鍛えるなぞなぞを募集し、それを解く。
RARARA大喜利
不定期に大喜利のお題が出され、それに沿った答えをリスナーから募る。
RARARA RAnking
テーマに沿ったランキングのベスト3を送ってもらい紹介する。

## イベント
オンラインイベント
| 開催日        | タイトル                               |
| ------------- | -------------------------------------- |
| 2021年7月21日 | 逢田梨香子のRARARAdio ラララおうち時間 |

有観客イベント
| 開催日         | タイトル                                                  | 会場               |
| -------------- | --------------------------------------------------------- | ------------------ |
| 2022年9月4日   | 逢田梨香子のRARARAdio ようこそ、おこしくださいました!     | 東京証券会館ホール |
| 2023年12月23日 | 逢田梨香子のRARARAdio みなさん、今年もおつかれさまでした! | 星陵会館           |